# Innocentius III
Innocentius III, född Lotario de' Conti cirka 1160 i Anagni, död 16 juli 1216 i Perugia, var påve från den 8 januari 1198 till sin död drygt arton år senare, 16 juli 1216.
Innocentius III utropade tre korståg; fjärde korståget 1198, korståget mot albigenserna (katarerna) 1209 (se albigenserkriget) och femte korståget 1215. Han förklarade undertecknandet av Magna Charta i England ogiltigt och var inblandad i striden mellan familjerna Welf och Hohenstaufen om makten i Tysk-romerska riket.
Innocentius bannlyste vid olika tillfällen både Filip av Schwaben och senare Otto IV. Han tillsatte senare Fredrik II som kejsare. 

## Biografi

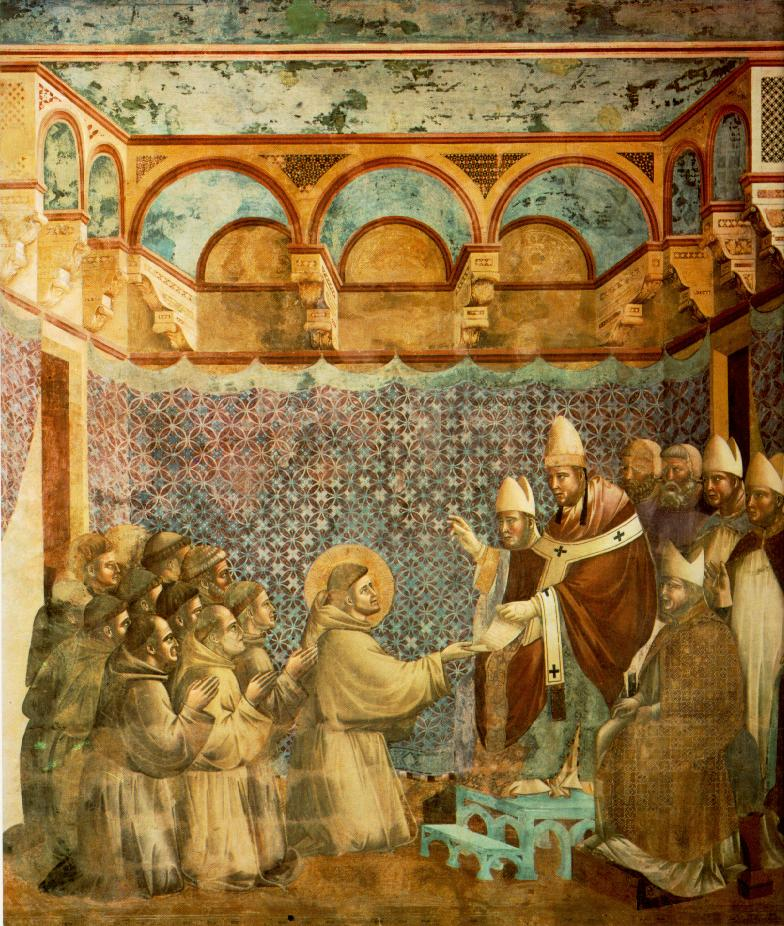
Innocentius godkänner Franciskus av Assisis orden. Giotto di Bondone.

Innocentius III betraktas som en av medeltidens största påvar. Han var son till greve Trasimund av Segni och systerson till påven Clemens III. Han studerade teologi vid universitetet i Paris och rättsvetenskap vid universitetet i Bologna, blev 1190 av Clemens III utsedd till kardinaldiakon av San Georgius in Velabro och San Sergius et Bacchus, och senare till kardinalpräst av San Pudentiana. Motsättningar mellan Orsini och furstarna av Segni ledde till att han levde tillbakadraget under Celestinus III pontifikat, och författade då sin De contemptu mundi, sive de miseria conditionis humanæ libri III.
Samma dag som Celestinus III avled, den 8 januari 1198, valdes Lotario de' Conti till påve, trots att företrädaren sagt till kardinalkollegiet att han önskade att efterträdas av Giovanni di Colonna. Innocentius första omsorg blev att återställa påvestolens inflytande i Rom och Italien, vilket skedde med en förvånande hastighet, och ett lyckligt öde förskaffade honom huvudinflytandet i Neapel: Henrik VI:s änka, Konstantia, erkände påvestolens länsöverhöghet och insatte Innocentius till förmyndare för sin son, sedermera kejsar Fredrik II. 
Innocentius förde därefter sina planer ut på ett vidare fält. Genom ett skickligt begagnande av striderna om den tyska tronen lyckades Innocentius framförhandla vittgående eftergifter av de olika tronpretendenterna – den första av dessa urkunder var kapitulationen i Neuss 1201 – som dels bildar den rättsliga grundvalen för senare påvliga anspråk på Kyrkostaten, dels innebär ett uppgivande av de fördelar de tyska kungarna erhållit genom Wormskonkordatet. Genom att lysa interdikt över Frankrike tvingade Innocentius kung Filip II August att bryta sitt äktenskap med hertiginnan Agnes av Meran och återta sin förskjutna gemål Ingeborg av Danmark. Han tvingade Alfons IX av León att skilja sig från sin gemål Berengaria och förmådde kungen av Aragonien att mottaga sitt rike som län av påvestolen. 
Sin kanske mest lysande seger vann Innocentius över den engelske kungen Johan utan land, som tvingades till att erkänna den påvliga kandidaten till ärkestolen i Canterbury, Stephen Langton, och att mottaga sitt land som skattepliktigt län under påvestolen. Även i tronstriden mellan Erik Knutsson och Sverker den yngre blandade sig Innocentius i till den senares förmån (bulla 13 november 1208). 
Innocentius var en nitisk försvarare av korstågsidéerna och framkallade det så kallade fjärde korståget (1201–1204), som ledde till Konstantinopels erövring och upprättandet av det latinska kejsardömets upprättande i stället för till Heliga landets befrielse från hedningarna. Även korstågen mot de hedniska esterna uppmuntrades av Innocentius. Genom det korståg Innocentius lät predika mot albigenserna gav han korstågsidén en ny riktning; de grymheter som begicks under albigenserkrigen är dock mindre att återföra på Innocentius personligen än på ett system som under och genom honom nådde sin fulla utveckling. 
De bestämmelser mot kättarna som Innocentius utfärdade stadfästes på fjärde Laterankonciliet (1215), som även vidtog andra viktiga beslut, såsom fastställandet av transsubstantiationsdogmen, påbudet om öronbikten, förbudet mot stiftandet av nya klosterordnar med mera. De båda ordensgrundarna Franciskus av Assisi och Dominicus lade båda personligen fram sina ordensregler för Innocentius, och han sanktionerade dem båda två. Han grundade sjukhuset Santo Spirito in Sassia i Rom, som blev modell för andra stadssjukhus, och stadfäste därför Heliga andens orden. 

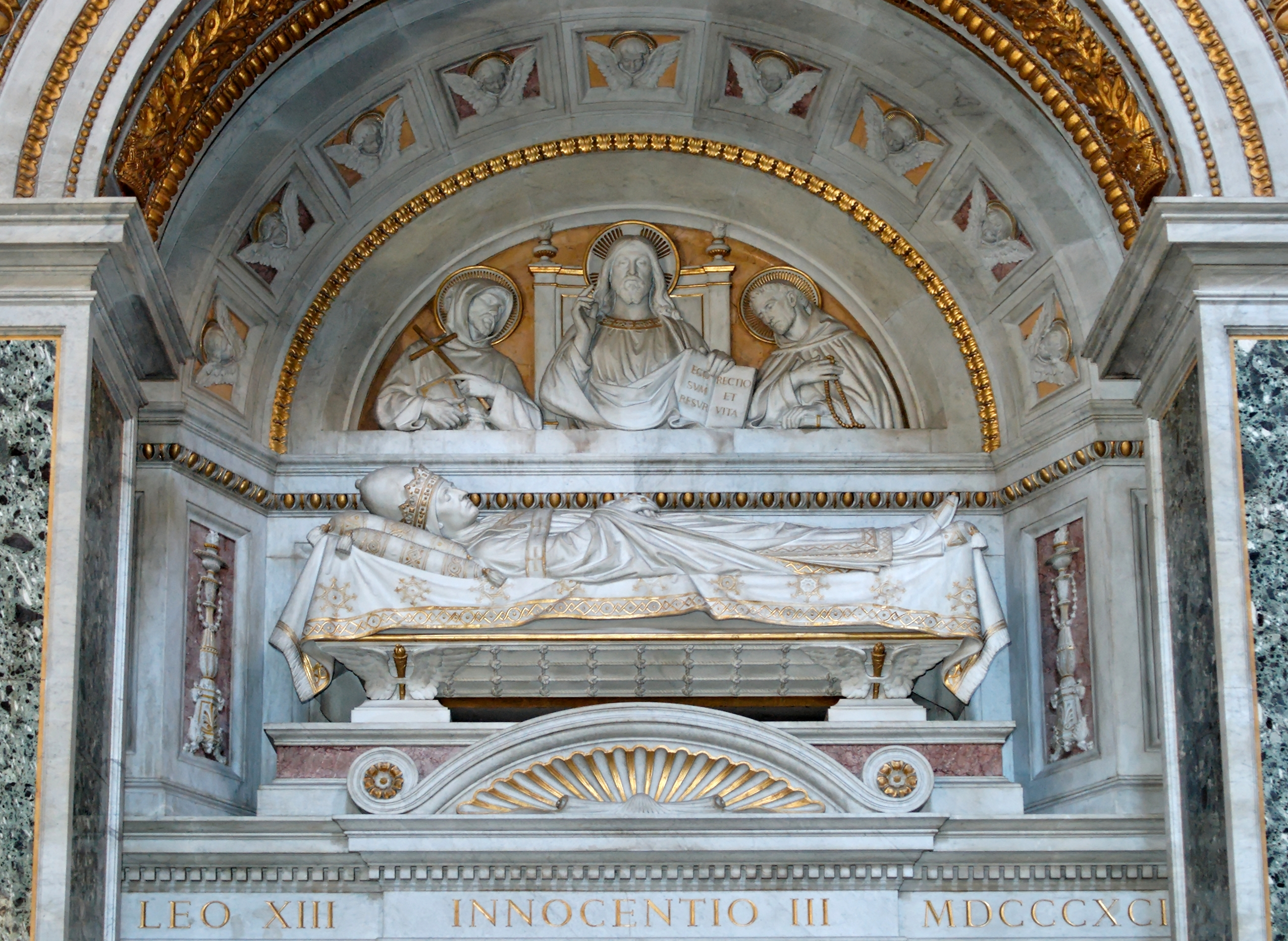
Innocentius grav i Johanneskyrkan i Lateranen.

I kyrkans inre förvaltning ingrep Innocentius i strängt centraliserande riktning. Hans allmänna uppfattning av påvedömets ställning och uppgift utgör ett fullföljande av Gregorius VII:s idéer. På sig själv tillämpade han Kristi ord: "Mig är given all makt i himmelen och på jorden"; bara kyrkan hade för honom gudomligt ursprung; staten var uppkommen ur mänsklig vrånghet. 
Innocentius författade även åtskilliga teologiska arbeten, bland dem – karakteristiskt nog – en under medeltiden mycket populär traktat De contemtu mundi, De sacro altaris mysterio libri VI som är av liturgihistoriskt intresse, samt Registrum Innocentii III super negotio imperii; hans brev utgavs första gången av Baluze 1682. 
Innocentius var inte en idéernas hänförde tolk såsom Gregorius VII, utan en viljemänniska, en skarpsinnig jurist, en överlägsen organisatör, som med klar blick och fast hand gjorde världen underdånig sig.
Han avled under en resa till Perugia som han företagit för korstågens skull, och begravdes i stadens katedral. Där befann sig hans kvarlevor tills hans store beundrare Leo XIII i december 1891 lät hämta dem till Lateranen.